# Rudolf Kummerer
Rudolf Kummerer (* 27. Dezember 1883 in Flöhau, Böhmen; † 15. August 1961 in Spittal an der Drau, Kärnten) war ein österreichischer Komponist.

## Leben
Kummerer wurde in Flöhau als Sohn des Schuhmachers Josef Kummerer und dessen Ehefrau Katharina geb. Marik geboren. 
Der Blasmusiker und Kärntner Landeskapellmeister schuf zahlreiche noch heute populäre Märsche. Von 1933 bis 1936 und 1946 bis 1948 war Kummerer Kapellmeister der Musikkapelle Kolbnitz. Als Landeskapellmeister von Kärnten hatte er hohen Anteil an der Entwicklung des Blasmusikwesens in Kärnten. Der Großglockner Marsch wurde anlässlich der Eröffnungsfeier zum 12-jährigen Jubiläum der Großglockner Hochalpenstraße am 3. August 1947 auf der Kaiser-Franz-Josefs-Höhe aufgeführt.

## Werke
- 9er Alpenjäger-Marsch, Marsch
- Ein treu Soldatenblut, Marsch
- Einigkeit macht stark, Marsch
- Es lebe Österreich!, Marsch
- Fahr´ wohl ins ewige Reich, Marsch
- Faschingsklänge, Walzer
- Gendarmerie-Marsch, Marsch
- Kaiserschützen, Marsch
- Kärntner Gmüat, Polka
- Treu dem Kärntnerland, Marsch
- Von allen Sorgen erlöst, Marsch
- Sieg oder Tod Im Alpenrot, Marsch